# West New Britain
West New Britain is een provincie in de regio Islands van Papoea-Nieuw-Guinea. De provincie beslaat het westelijke deel van het eiland New Britain (Nieuw-Brittannië). West New Britain telt 184.838 inwoners op een oppervlakte van 21.000 km². De provinciehoofdplaats is Kimbe.
Een belangrijke economische activiteit in de provincie is de productie van palmolie.
Provincies: Central · Chimbu · Eastern Highlands · East New Britain · East Sepik · Enga · Gulf · Hela · Jiwaka · Madang · Manus · Milne Bay · Morobe · New Ireland · Northern · Southern Highlands · Western · Western Highlands · West New Britain · Sandaun

National Capital District      Autonome provincie: Bougainville